# Tour della nazionale maschile di rugby a 15 delle Figi 1952
Il Tour della Nazionale di rugby a 15 di Figi 1952 fu una serie di match disputati dalla nazionale figiana che si recò in tour in Australia, dove colse una storica vittoria contro i Wallabies.

## Risultati
| Sydney 5 luglio 1952 | South Harbour | 9 – 21 | Figi XV |  |

| Manly 9 luglio 1952 | City of Sidney | 19 – 28 | Figi XV |  |

| Sydney 12 luglio 1952 | New Sotuh Wales | 14 – 14 | Figi XV | (Cricket Ground) |

| Armidale 16 luglio 1952 | New England | 18 – 30 | Figi XV |  |

| Brisbane 19 luglio 1952 | Queensland | 17 – 24 | Figi XV | Exhibition Ground |

| 23 luglio 1952 | Australia United Service | 14 – 33 | Figi XV |  |

| Arbitro: | Don Furness |

|                                                      |           |                                     |
| mete: Johnson, Jones Solomon, Stapleton c.p.: Barker | Marcatori | mete: Ranavue Valewai c.p.: Ranavue |

| Districts 28 luglio 1952 | Western District | 8 – 50 | Figi XV | Dubbo |

| Newcastle 2 agosto 1952 | Newcastle | 24 – 28 | Figi XV |  |

| Arbitro: | Don Furness |

|                                                                   |           |                                                                           |
| mete: Cox, Shehadie Stapleton, Windon trasf.: c.p.: Drop: Solomon | Marcatori | mete:Ralagi Salabogi trasf.: Vatubua c.p.: Ranavue, Vatubua Drop: Ranavue |